# Tom Overend
Thomas James „Tom“ Overend (* 30. April 1953 in Abbotsford) ist ein ehemaliger kanadischer Eisschnellläufer.
Overend nahm von 1971 bis 1977 an internationalen Wettbewerben teil und kam bei den Juniorenweltmeisterschaften 1973 in Assen auf den 13. Platz im Kleinen Vierkampf. In der Saison 1974/75 lief er bei der Sprintweltmeisterschaft 1975 in Göteborg auf den 28. Platz im Sprint-Mehrkampf und bei der Mehrkampfweltmeisterschaft 1975 in Oslo auf den 26. Rang im Großen Vierkampf. Im folgenden Jahr belegte er in Innsbruck bei seiner einzigen Teilnahme an Olympischen Winterspielen den 23. Platz über 1000 m und den 11. Rang über 500 m. Bei der Sprintweltmeisterschaft 1977 in Alkmaar errang er den 18. Platz im Sprint-Mehrkampf.

## Persönliche Bestzeiten
| Disziplin | Zeit         | Datum             | Ort    |
| --------- | ------------ | ----------------- | ------ |
| 500 m     | 39,50 s      | 1. Februar 1976   | Inzell |
| 1000 m    | 1:20,96 min  | 1. Februar 1976   | Inzell |
| 1500 m    | 2:08,36 min  | 28. Januar 1977   | Davos  |
| 3000 m    | 4:33,92 min  | 4. Februar 1977   | Davos  |
| 5000 m    | 8:07,90 min  | 22. Dezember 1974 | Inzell |
| 10.000 m  | 17:11,00 min | 27. Dezember 1971 | Inzell |